# Герб Ликино-Дулёво
Герб муниципального образования городское поселение Ликино́-Дулёво Орехово-Зуевского муниципального района Московской области Российской Федерации — один из официальных символов (наряду с флагом) города Ликино-Дулёво Орехово-Зуевского района Московской области. В современной редакции утверждён 10 сентября 1997 года постановлением главы администрации города Ликино-Дулёво Орехово-Зуевского района № 306 «Об утверждении положения о гербе муниципального образования городское поселение Ликино́-Дулёво Орехово-Зуевского муниципального района Московской области». Внесён в Государственный геральдический регистр под № 198.

## Описание
В щите тонкий золотой крест. В первом, серебряном углу — чёрный, украшенный золотом колёсный обод с золотым крылом; во втором, лазоревом (синем, голубом) углу — серебряный сидящий сокол, обращённый влево и обернувшийся; в третьем, лазоревом углу — два вписанных, поставленных в столб и переплетённых углами золотых сквозных ромба; в четвёртом, серебряном углу — возникающее слева внизу — золотое солнце о пламенеющих лучах: лазоревом, червлёном (красном), зелёном, пурпурном (при счёте посолонь).

## Символика
В гербе города Ликино-Дулёво языком геральдических символов и аллегорий отражены основные виды деятельности населения:
- крылатое колесо — Ликинский автобусный завод;
- сокол — Дулевский фарфоровый завод, товарным знаком которого является силуэт сокола;
- два переплетённых сквозных ромба (челнока) символизируют Ликинскую прядильно-ткацкую фабрику;
- солнце с разноцветными лучами, напоминающими кисти, символизирует завод красок.

Четверочастное деление щита отражает расположение города на перекрёстке дорог Орехово-Зуево — Куровское и Павловский Посад — Шатура.